# ابراهیم خواجه‌نوری
ابراهیم خواجه‌نوری (زادهٔ اسفند ۱۲۷۹ خورشیدی در تهران یا شیراز، درگذشتهٔ ۱۳۷۰ خورشیدی در تهران) نویسنده، روان‌شناس، روزنامه‌نگار و سیاست‌مدار ایرانی دوران معاصر است.

## سال‌های نخست زندگی
ابراهیم خواجه‌نوری در اسفند ۱۲۷۹ خورشیدی در تهران (یا شیراز) متولد گردید. پدرش میرزا حبیب‌الله لشکرنویس، فرزند فتح‌الله بود، و برادر او میرزا ابوتراب خان نظم‌الدوله بود.
شغل خانوادگی آن‌ها لشکرنویسی (دارایی ارتش) بود. در یک سالگی پدرش را از دست داد و زیر نظر برادر بزرگش نظم‌الدوله تربیت شد.
تحصیلات مقدماتی را در تهران به‌پایان رساند. سپس وارد مدرسه سن لوئی شد و در آنجا ضمن یادگیری کامل زبان فرانسه، دورهٔ مدرسهٔ مزبور را به پایان رسانید. خواجه‌نوری در مدرسهٔ سن لوئی با محمد حجازی (مطیع‌الدوله)، نصرالله فلسفی و محمد سعیدی همدرس و دوست بود و هر چهار نفر وارد وزارت پست و تلگراف شدند و برای ادامهٔ تحصیل به فرانسه رفتند و در نویسندگی و ترجمه شهرت یافتند و آثار فراوانی برجای گذاردند

## فعالیت مطبوعاتی، دورهٔ زندان، تحصیل در اروپا، وکالت دادگستری
خواجه نوری از سنین جوانی با مطبوعات همکاریِ نزدیک داشت. وی در سال ۱۳۰۱ خورشیدی امتیاز نشریه نامه جوانان را گرفت و یک شماره آن را انتشار داد ولی انتشار همان شماره سر و صدای زیادی برپا کرد، زیرا در آن روزنامه از کشف حجاب و آزادی زنان مطالب و اشعاری درج نموده بود، و عده‌ای از وی به دادگستری شکایت بردند. دادگستری، خواجه نوری را به شش ماه حبس محکوم نمود و از ادامهٔ انتشار روزنامهٔ او (نامهٔ جوانان) جلوگیری به عمل آورد. وی چهار ماه در زندان به سر برد، و اتفاقاً در همان زمان میرزادهٔ عشقی نیز محبوس بود.
ابراهیم خواجه‌نوری در سال ۱۳۰۲ خورشیدی از طرف وزارت پست و تلگراف برای ادامهٔ تحصیل به اروپا اعزام شد، و چند سال در رشتهٔ تلگراف تحصیل کرد. پس از بازگشت به ایران، مدیر دایرهٔ کارآموزی و نشریات وزارت پست و تلگراف شد و چندی در آن سمت باقی ماند. پس از چند سال، مجدداً برای تکمیل تحصیلات خویش به اروپا رفت و در دانشگاه بروکسل در رشتهٔ حقوق، جامعه‌شناسی تحصیل کرد.
پس از بازگشت، به ادامهٔ کار در وزارت پست و تلگراف پرداخت و مدتی نیز مدیر مدرسهٔ عالی پست و تلگراف بود. در همین دوران حرفهٔ وکالت دادگستری را آغاز کرد و به وکالت دعاوی مشغول شد. خواجه‌نوری اندکی بعد به عضویت در انجمن شهر تهران نیز برگزیده شد، و به‌طور مرتب در مطبوعات تهران مقالاتی در زمینه‌های اجتماعی می‌نوشت.

## ادامه فعالیت مطبوعاتی، تأسیس حزب عدالت، معاونت نخست‌وزیر
ابراهیم خواجه‌نوری پس از شهریور ۱۳۲۰ امتیاز روزنامه عدالت را گرفت و برای مدتی این روزنامه را انتشار می‌داد تا اینکه با کمک عده‌ای از دوستان و همفکران، مبادرت به تشکیل حزب عدالت نمودند. علی دشتی و جمال امامی نیز از مؤسسین حزب عدالت بودند و خواجه‌نوری دبیرکل این حزب محسوب می‌شد. نام روزنامه را به ندای عدالت تبدیل کرد و روزنامه مزبور ارگان حزب ملی‌گرای عدالت شد. سردبیران روزنامه دکتر جعفر جهان و دکتر احمد هومن بودند.
حزب عدالت در صحنه سیاسی آن روز به علت عضویت عدهٔ زیادی از نمایندگان مجلس در آن، قدرت فوق‌العاده‌ای پیدا کرد و به‌طور پیاپی چند کابینه را سر کار آورد. حزب عدالت همچنین از جمله احزاب مخالف حزب توده بود و به همین دلیل حزب توده با آن درافتاد و رهبران حزب عدالت همچون خواجه‌نوری، علی دشتی و جمال امامی را، به اصطلاح خود نمدمال کرد.
ابراهیم خواجه‌نوری در سال ۱۳۲۲ و در دولت علی سهیلی، دعوت به همکاری در کابینه شد. وی ابتدا به ریاست ادارهٔ کل تبلیغات منصوب شد و سپس معاونت نخست‌وزیری هم ضمیمهٔ کار او گردید. خواجه‌نوری در کابینه‌های ساعد مراغه‌ای، سهام‌السلطان بیات، و صدرالاشراف نیز همان سمت را داشت. در سال ۱۳۲۵ نیز، وی مجدداً در کابینه احمد قوام، به معاونت نخست‌وزیری و ریاست ادارهٔ کل تبلیغات منصوب شد. در سال ۱۳۲۷ برای مرتبهٔ سوم در نخست‌وزیری ساعد، معاون نخست‌وزیر شد. وی در مجموع در چهار دولت، معاون نخست‌وزیر بود.

## عضویت در مجلس سنا
خواجه‌نوری در انتخابات مجلس سنا که در سال ۱۳۲۸ خورشیدی برای نخستین مرتبه در ایران انجام گرفت، کاندیدای سناتوری شد. وی در انتخابات دور اول جزو ۷۵ نفر بود و در دورهٔ دوم در زمرهٔ ۱۵ سناتور انتخابی تهران قرار گرفت، و پس از افتتاح مجلس سنا، از سناتورهای پُرکار و پُرنطق به حساب می‌آمد و تقریباً جزو چند سناتوری بود که مجلس را می‌گردانیدند.
خواجه‌نوری در سال‌های ۱۳۳۱ و ۱۳۳۲ و در دوران نخست‌وزیری دکتر محمد مصدق، از جمله مخالفین دولت بود، و پس از وقایع ۳۰ تیر ۱۳۳۱ نیز به دولت رأی نداد. خواجه‌نوری در مسئلهٔ نفت و راه‌حل آن در مجلس سنا نطق‌های مفصلی ایراد نمود که مطالعهٔ این نطق‌ها برخی از دلایل مخالفت طبقاتی از روشنفکران و تحصیل‌کردگان ایران با دکتر مصدق را آشکار می‌سازد.
در جریان وقایع سال ۱۳۳۲ و پس از انحلال مجلس سنا توسط مصدق، به اجبار به اروپا رفت، امّا به‌زودی به ایران بازگشت و با سرلشکر فضل‌الله زاهدی فعالیت سیاسی را از سر گرفت. در نیمهٔ دوم سال ۱۳۳۲ در دوره دوم مجلس سنا که انتخابات آن همراه با انتخابات دوره هجدهم مجلس شورای ملی برگزار گردید، خواجه‌نوری مجدداً به سناتوری رسید.
ابراهیم خواجه‌نوری در مجلس سنا پیرامون تمام لوایح دولت‌ها به بحث و انتقاد می‌پرداخت و از ابراز عقیده خودداری نمی‌کرد. در حکومت منوچهر اقبال، به هنگام طرح لایحه ساواک، محکم ایستاد و چندین جلسه در مضار این سازمان سخن گفت و دولت را از تشکیل چنین سازمانی بر حذر داشت ولی همین نطق باعث شد که او کنار گذاشته شود و دیگر کاری به او واگذار نشود. به این ترتیب دوران سناتوری او در دورهٔ دوم سنا پایان یافت.

## تألیف بازیگران عصر طلایی
ابراهیم خواجه‌نوری نویسنده‌ای توانا و محققی پرکار بود. وی در کنار مشاغل سیاسی و فعالیت‌های اجتماعی خود، دست از تألیف و تحقیق و ترجمه برنداشت و همانطورکه در بخش آثار او آمده‌است، وی جدای از فعالیت مطبوعاتی، تعداد زیادی کتاب نیز تألیف و ترجمه نمود. البته بیشتر شهرت خواجه‌نوری به خاطر انتشار مجموعه کتابهای بازیگران عصر طلایی است، که نخست به صورت جزوه‌هایی از سوی او ارائه می‌گردید.
وی نخستین مجلدات از این مجموعه کتابهای پرخواننده را بعد از شهریور سال ۱۳۲۰ و با بهره‌گیری از فضای آزادی که در آن ایام پدید آمده بود، ارائه کرد. این کتاب‌ها از همان نخستین سال‌های انتشار محبوب شدند و مورد استقبال طبقات مختلفی قرار گرفتند.
خواجه‌نوری در ارتباط با این مجموعه کتاب‌ها مدعی گردیده بود که قصد دارد در چارچوب آن به انتشار شرح حال کلیهٔ کسانی بپردازد که در دوران رضاشاه مصدر شغل یا سمت مهمی بوده‌اند. در این راستا او موفق شد که بیوگرافی‌های کامل و خواندنی را از چند نفر از بازیگران «عصر طلایی» (کنایه از دوران سلطنت رضاشاه پهلوی)، منتشر سازد، امّا سایر بیوگرافی‌ها همچنان نانوشته ماند.
افرادی که شرح حال‌های آن‌ها در مجموعهٔ بازیگران عصر طلایی توسط خواجه‌نوری نوشته شد، عبارت بودند از: محمدحسین آیرم، عبدالحسین تیمورتاش، امیرخسروی، طهماسبی، دبیراعظم بهرامی، سید حسن مدرس، علی‌اکبر داور، سپهبد امیراحمدی، علی سهیلی، علی دشتی، علی وکیلی. خواجه نوری در زمان حیاتش موفق شد که این کتاب‌ها را که از بهترین منابع تاریخ معاصر ایران به‌شمار می‌آیند انتشار دهد، امّا انتشار سایر مجلدات آن متوقف شد.
امّا در میان مجموعهٔ کتابهای بازیگران عصر طلایی، مهم‌تر از همهٔ شرح حال‌ها، شرح حال «سربازیگر عصر طلائی» (رضاشاه) بود که طی دورانی که این کتاب‌ها منتشر می‌شد، در این زمینه آگهی‌های مکرر انتشار می‌یافت، امّا کتاب مذکور، هیچ‌گاه به چاپ نرسید. دکتر باقر عاقلی، در بخشی از شرح حال ابراهیم خواجه‌نوری دربارهٔ انتشار «سربازیگر عصر طلایی» می‌نویسد: «یکی از نزدیکان خواجه‌نوری که من [=عاقلی] به قول او اعتماد کامل دارم، برایم حکایت کرد که روزی محمدرضاشاه، خواجه نوری را احضار می‌کند و می‌گوید چون نوشته‌های شما بسیار جالب است، قبل از انتشار «سربازیگر عصر طلائی» نوشتهٔ خودتان را بدهید من بخوانم. خواجه‌نوری امتثال امر می‌کند و نوشته را به شاه می‌دهد، امّا پس از مدتی شاه برای او پیغام می‌فرستد که فعلاً موقع انتشار این مطالب نیست. این نوشته نزد من امانت خواهد بود تا در موقع لازم برای چاپ، آن را در اختیار شما بگذارم.» این قول البته هیچگاه عملی نشد.

## در عرصهٔ روان‌شناسی
خواجه‌نوری از همان نخستین سالهای فعالیت حرفه‌ای خود، به مباحث خودشناسی و روان‌شناسی علاقه‌مند بود و در کنار تألیفات و ترجمه‌های سیاسی و تاریخیش، در این زمینه‌ها نیز به تألیف و ترجمه می‌پرداخت. در واقع وی از نخستین کسانی است که برای شناسانیدن مفاهیم روان‌شناسی جدید و روانکاوی به فارسی زبانان کوشیده‌است. از جمله وی اولین کسی است که روانشناسان بزرگی همچون فروید و کارن هورنای را در ایران معرفی کرده‌است.
کتاب روانکاوی که خواجه‌نوری آن را در سال ۱۳۳۶ تألیف کرده‌است، نخستین اثر به زبان فارسی در این زمینه محسوب می‌شود. همچنین وی برای اولین بار، اصطلاح روانکاوی را، بعنوان معادل معنایی کلمهٔ سایکو آنالیز به کار گرفت و بدین ترتیب او را مُبدع و سازندهٔ این اصطلاح و برخی واژه‌های دیگر در زبان فارسی می‌دانند. واژه‌های گویا و زیبایی که توسط تمامی مترجمین بعدی نیز به کار گرفته شده و قبول عام یافته‌اند.
فعالیت او در عرصهٔ روان‌شناسی و روانکاوی در سالهایی که او از فعالیت سیاسی کناره گرفته بود، و بویژه پس از انقلاب اسلامی و تا زمان مرگش تداوم و گستردگی بیشتری یافت. بخش مهمی از این فعالیتها در سالهای پایانی عمر او، به فعالیت در مکتب پناه (پنا) که در سال ۱۳۵۱ توسط خود او بنیان‌گذاری شده بود، منحصر گردید.

## دورهٔ پایانی زندگی

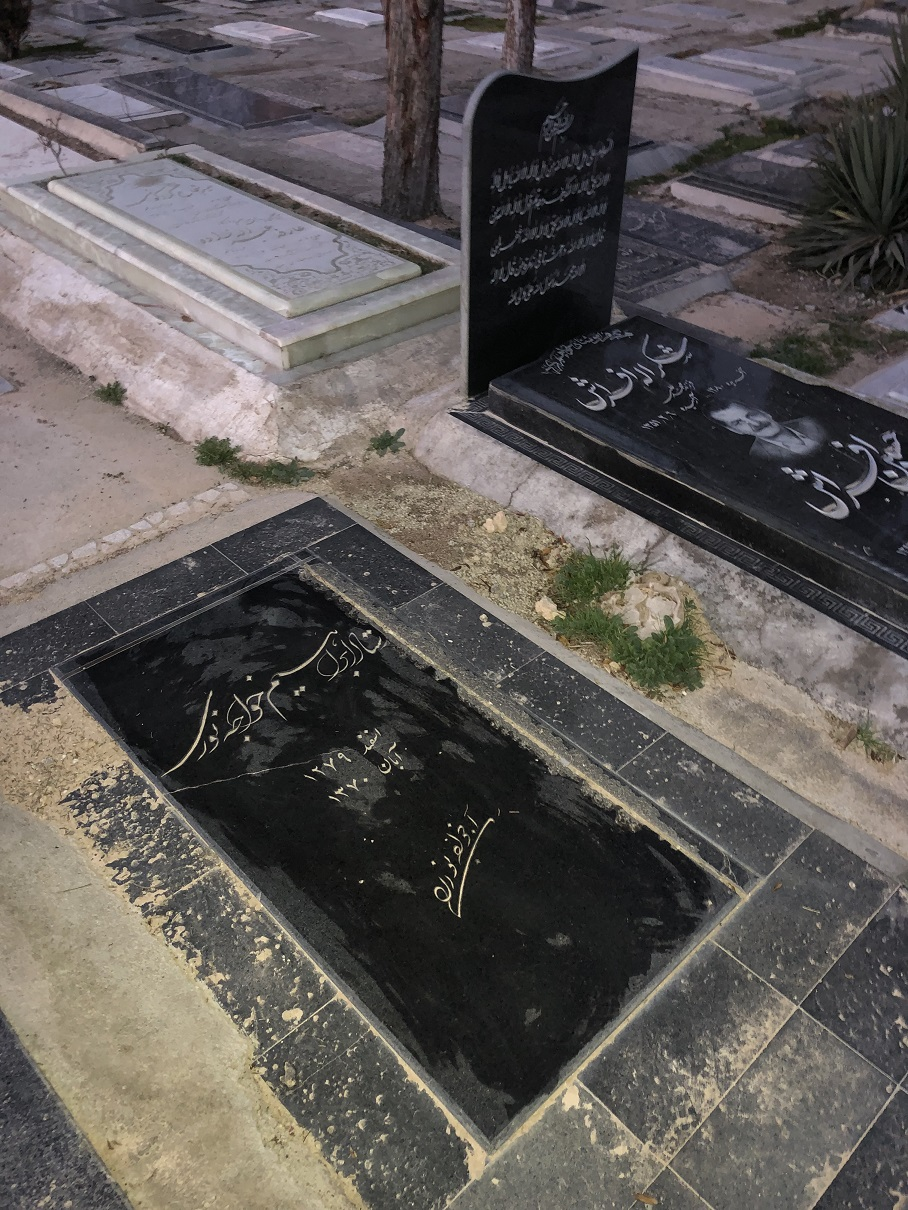

ابراهیم خواجه‌نوری، پس از کنار گذاشته شدن از سیاست، بیشتر سالهای زندگی خود را به تحقیق و پژوهش، و نیز به تألیف و ترجمهٔ کتابهای مختلف گذرانید. وی همچنین بویژه در عرصه‌های خودشناسی و روان‌شناسی، به تأسیس و ثبت چند مؤسسهٔ خصوصی، از جمله مؤسسه‌ای موسوم به پناه در زمینهٔ مهارتهای زندگی دست زد. موسسه‌ای که به نشر و اشاعهٔ گفتارهای روان‌شناسی، ارائهٔ مهارتهای زندگی و شیوه‌هایی برای بهتر و آرامتر زیستن اختصاص داشت. این مؤسسه که تا به امروز هم به فعالیت خود ادامه داده‌است، در سال ۱۳۵۱ توسط ابراهیم خواجه‌نوری و با عنوان یک مؤسسهٔ دولتی بنیان‌گذاری شد و فعالیت آن تحت نام «مکتب پناه» (که گاهی پنا نیز خوانده می‌شد) در سال‌های بعد از انقلاب نیز ادامه یافت. خواجه نوری جلسات هفتگی مربوط به این مؤسسه را در منزل شخصیش برگزار می‌کرد و هزینه‌های آن را شخصاً پرداخت می‌نمود. در مورد برخی فعالیت‌های مربوط به مکتب پناه، به لینک مربوط به آن در بخش پیوند به بیرون در ذیل، توجه فرمائید.
وی مدتی هم نایب رئیس انجمن قلم بود و علاوه بر نشریاتی که در جوانی خویش سردبیری یا اداره کرده بود، مدت‌ها مدیریت مجلهٔ حکومت متحدهٔ جهانی را نیز بر عهده داشت. همچنین او از پایه‌گذاران کمیته بهداشت روانی به‌شمار می‌آید. گاهی برحسب تفنن شعر هم می‌سرود. از ابراهیم خواجه‌نوری یک پسر باقی ماند که تمام زندگی‌اش را در خارج از ایران و در کنار همسر مطلقه خواجه نوری زندگی کرد.
ابراهیم خواجه‌نوری در آبان ۱۳۷۰ در سن ۹۱ سالگی در شهر تهران درگذشت. مراسم ترحیم خواجه‌نوری به صورت مفصلی در باغ منزل وی در الهیه برگزار گردید که صدها نفر برای بزرگداشت وی و ادای احترام حاضر شدند و از یک عمر طولانی تلاش و مجاهدت، و خدمات او در عرصه‌های مختلف، نه فقط در نشریات و مطبوعات داخل ایران، بلکه در رسانه‌های خارج از کشور نیز، تجلیل کردند.

## آثار
- بازیگران عصر طلایی، ۱۳۲۲
- چهره‌های درخشان تاریخ
- چرا انگلستان خفته بود؟، جان اف کندی (ترجمه)
- سیمای شجاعان، جان اف کندی (ترجمه)، ۱۳۴۰
- مشهودات گفتنی (دو جلد)
- زندانی باغ فردوس (محبوس باغ فردوس)
- هزار سؤال بجا و هزار سؤال بیجا
- روانکاوی، ۱۳۴۲
- مکتوب، ۱۳۳۴
- اولین برخورد، ۱۳۳۹
- عقاید لله آقا (یادداشتهای لله آقا)
- عظمت ایران (نمایشنامه)
- یک ایرانی در مقابل زن (نمایشنامه) (به زبان فرانسوی)
- شگفتی‌های جهان درون، ۱۳۴۶
- رموز روانی مدیریت، ۱۳۴۷
- مردان خودساخته
- گنج پنهان درون خود را کشف کن (ویراست جدید از کتاب قدیمی روانکاوی)
- باوردرمانی، خودآموز روان‌شناسی عملی و خودشناسی به طریق سهل و ساده، ۱۳۸۲ (از انتشارات مکتب پناه، به بنیانگذاری خواجه نوری)
- تضادهای درونی ما، کارن هورنای (ترجمه به همراهی محمدجعفر مصفا)

وی چندین کتاب دیگر نیز در زمینه روانکاوی و روان‌شناسی و مهارتهای زندگی تألیف کرده‌است. علاوه بر اینها، تعداد زیادی مقاله در زمینه‌های مختلف تاریخی، سیاسی، اجتماعی، روان‌شناسی در مجلات معتبر زمان خود به چاپ رسانید.